# Torremocha del Campo (kommun)
Torremocha del Campo är en kommun i Spanien.   Den ligger i provinsen Provincia de Guadalajara och regionen Kastilien-La Mancha, i den centrala delen av landet, 110 km nordost om huvudstaden Madrid. Antalet invånare är 240.